# Jones Joubert
Jones Joubert (17 febbraio 1984) è un calciatore seychellese, di ruolo difensore.